# Postcards from a Young Man (canção)
"Postcards from a Young Man" é uma canção da banda britânica de rock Manic Street Preachers, lançada como single em fevereiro de 2011. Faixa-título do álbum Postcards from a Young Man (2010), alcançou a posição 54 na parada de singles do Reino Unido. Uma das versões do single acompanhou três faixas Lado B, todas originais do álbum Journal for Plague Lovers (2009). Foi o décimo vinil mais vendido do país no ano.

## Faixas
| CD 1 |                              |         |  |
| N.º  | Título                       | Duração |  |
| 1.   | "Postcards from a Young Man" | 3:35    |  |
| 2.   | "Inky Fingers"               | 2:41    |  |
| 3.   | "Engage with Your Shadow"    | 3:25    |  |
| 4.   | "Kiss My Esim for Eternity"  | 2:55    |  |

| CD 2 |                              |         |  |
| N.º  | Título                       | Duração |  |
| 1.   | "Postcards from a Young Man" | 3:35    |  |
| 2.   | "Midnight Sun"               | 3:40    |  |

| 7" vinyl |                              |         |  |
| N.º      | Título                       | Duração |  |
| 1.       | "Postcards from a Young Man" |         |  |
| 2.       | "The Passing Show"           |         |  |

| Digital download |                                                              |         |  |
| N.º              | Título                                                       | Duração |  |
| 1.               | "Postcards from a Young Man"                                 | 3:37    |  |
| 2.               | "This Joke Sport Severed" (live at Wolverhampton Civic Hall) | 3:06    |  |
| 3.               | "Peeled Apples" (live at Wolverhampton Civic Hall)           | 3:30    |  |
| 4.               | "Marlon J.D." (live at Belfast Ulster Hall)                  | 2:51    |  |